# Naraggara

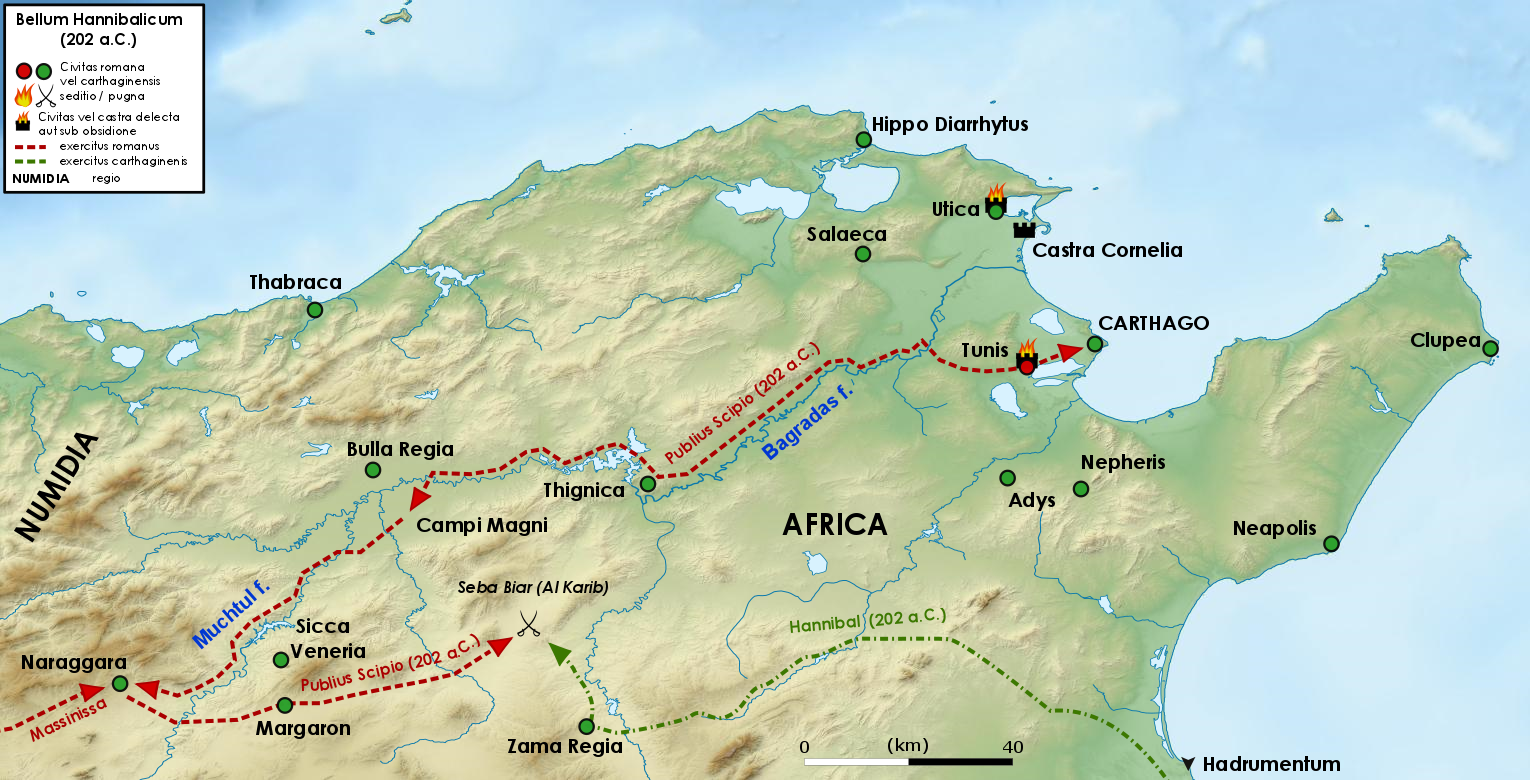
Campagne de Scipion en 202 av. J.-C.

Naraggara est le lieu de la bataille de Zama qui vit s'affronter en 202 av. J.-C. Scipion l'Africain et Hannibal Barca. Plusieurs auteurs la situent en Algérie), à Ksiba Meraou (M'Raou -?-, commune de Khedara, en Algérie).
Tite-Live rapporte que la ville se trouve en Afrique proconsulaire, entre Sicca et Thagora, à cinq journées de marche de Carthage. L'Itinéraire d'Antonin la situe à 32 milles de Sicca et à 25 milles de Thagaste, ce qui conduit Mgr Anatole Toulotte à la placer à Mraou où subsistent de grandes ruines où ont été relevées des épitaphes chrétiennes.
La ville fut le siège d'un évêché antique, aujourd'hui disparu, dont on connaît quelques évêques :
- Faustin, évêque donatiste présent à la conférence de Carthage en 411 ;
- Maximin, convoqué à Carthage par le roi vandale Hunéric en 482, pour y être condamné à l'exil ;
- Victorin, qui souscrivit au concile de Carthage de 525[4] ;
- Benenatus qui assista au concile de la proconsulaire à Carthage en 646.

Le nom de ce diocèse disparu est utilisé comme siège titulaire d'un évêque catholique sans diocèse, dont le titulaire actuel est l'évêque auxiliaire de Chicago, ordonné le 10 août 2011.